# TVB大富
TVB大富（英語：TVB DAIFU）是香港電視廣播(國際)有限公司（TVBI）與日本大富株式會社合作開辦而擁有的一條綜合娛樂頻道。電視廣播有限公司（TVB）並非直接經營此頻道，而是授權大富株式会社設立。

## 記事
- 因日本政府规定，境外电视频道在日本有线电视不得直接落地，需要与日本的商营有线电视台合作控股[2]。1998年2月，大仓商事與富士电视台合资成立大富株式会社，首任董事局主席张丽玲。
- 2002年1月，电视广播（国际）有限公司与大富株式会社合作，将TVB主力频道以及台湾姐妹台TVBS的代表性娱乐节目整合在日本落地播出，落地后的频道名定为「TVB大富」，节目播出语种为普通话和香港粤语相糅合，播出内容以TVB8、TVBS、翡翠台和明珠台节目为主。如果原节目是粤语发音且拥有普通话配音声道，会替换成普通话配音。TVB大富同时亦有重播当天在CCTV大富首播的大富自办新闻节目《日本新闻》。
- 2011年9月30日，电视广播（国际）有限公司与大富合约终止，TVB大富停播。

## 節目
如上所述，TVB大富主要播放TVB和TVBS旗下各頻道的娛樂新聞、音樂節目和電視劇等不同類型的節目。

## 外部連結
- 大富株式会社（页面存档备份，存于）
- 無綫電視相關網頁(TVBI) - TVB大富（页面存档备份，存于）（繁體中文）